# Khu tưởng niệm Hòa bình Hiroshima
Khu tưởng niệm Hòa bình Hiroshima (広島平和記念碑 Hiroshima Heiwa Kinenhi) ban đầu là Triển lãm thương mại tỉnh Hiroshima, và bây giờ thường được biết đến với tên Vòm bom nguyên tử, Atomic Bomb Dome hoặc A-Bomb Dome (原爆ドーム Genbaku Dōmu) là một phần của Công viên tưởng niệm hòa bình Hiroshima nằm ở thành phố Hiroshima, Nhật Bản. Được công nhận là một Di sản thế giới của UNESCO từ năm 1996, đây là đài tưởng niệm để tưởng nhớ đến những người đã thiệt mạng trong Vụ ném bom nguyên tử xuống Hiroshima vào ngày 6 tháng 8 năm 1945. Hơn 70.000 đã chết và 70.000 người khác bị thương nặng do ảnh hưởng của phóng xạ.

## Lịch sử
Đây vốn là Hội trường Triển lãm thương mại tỉnh Hiroshima được thiết kế bởi kiến trúc sư Jan Letzel người Séc. Thiết kế bao gồm một phần mái vòm đặc biệt ở vị trí cao nhất của tòa nhà. Công trình được hoàn thành vào tháng 4 năm 1915 và được đặt tên là Triển lãm thương mại tỉnh Hiroshima (HMI). Tòa nhà chính thức mở cửa phục vụ công chúng tháng 8 cùng năm. Đến năm 1921, nó được đổi tên thành Hội trường trưng bày sản phẩm tỉnh Hiroshima và đổi tên một lần nữa vào năm 1933 thành Hội trường xúc tiến công nghiệp tỉnh Hiroshima. Công trình này nằm trong khu thương mại lớn nằm cạnh cầu Aioi và chủ yếu được sử dụng cho các triển lãm nghệ thuật và giáo dục.

### Ném bom nguyên tử
Vào 8 giờ 15 phút sáng ngày 6 tháng 8 năm 1945, quả bom nguyên tử đầu tiên được sử dụng trong chiến tranh đã được Không lực Lục quân Hoa Kỳ (U.S. Army Air Forces) thả xuống từ chiếc máy bay Enola Gay, một chiếc máy bay ném bom B-29. Quả bom gần như đã xóa sổ toàn bộ thành phố Hiroshima.
Trước đó, vào ngày 25 tháng 7, tướng Carl Spaatz, chỉ huy Lực lượng Không quân Chiến lược Hoa Kỳ ở Thái Bình Dương, đã nhận được lệnh tấn công "ném bom đặc biệt" vào các thành phố được lựa chọn ở Nhật Bản. Thành phố mục tiêu đầu tiên được chọn là Hiroshima, nơi có cảng quan trọng ở phía nam Honshu và là trụ sở của Quân đội thứ hai Nhật Bản với 40.000 quân nhân trong thành phố. Quả bom được chế tạo bí mật vào đưa lên máy bay Enola Gay. Mật danh của quả bom là Little Boy, có sức công phá tương đương với 15.000 tấn thuốc nổ TNT. Nó được thả vào hồi 8 giờ 15 phút 17 giây sáng giờ địa phương ngày 6 tháng 8 năm 1945. Mục tiêu ban đầu là thả xuống cầu Aioi nhưng quả bom phát nổ ngay trên Bệnh viện Shima cách mục tiêu ban đầu là 240 mét, rất gần với Triển lãm thương mại thành phố. Trung tâm của vụ nổ cách mái vòm 150 mét theo chiều ngang và 600 mét theo chiều dọc. Vì vụ nổ ở trên cao nên tòa nhà vẫn còn giữ được hình dạng, với các bức tường gạch và bê tông bên ngoài vẫn giữ được nguyên hình dạng. Mọi người trong tòa nhà đã thiệt mạng ngay lập tức.

## Bảo tồn
Tòa nhà là cấu trúc duy nhất còn lại gần chấn tiêu của quả bom. Sớm được gọi là "Vòm bom nguyên tử" với vòm khung kim loại lộ ra ở đỉnh tòa nhà, nó đã được lên kế hoạch để phá dỡ với phần còn lại của tàn tích, nhưng do phần lớn tòa nhà vẫn còn lại nguyên cấu trúc nên kế hoạch phá hủy đã bị trì hoãn. Mái vòm trở thành một chủ đề gây tranh cãi, với một số người dân địa phương muốn nó bị phá hủy, trong khi những người khác muốn bảo tồn nó như một đài tưởng niệm vụ đánh bom và là biểu tượng của hòa bình. Cuối cùng khi công việc tái thiết thành phố bắt đầu, cấu trúc xương của tòa nhà đã được giữ lại.
Từ năm 1950 đến 1964, Công viên tưởng niệm Hòa bình Hiroshima được thành lập xung quanh Mái vòm. Hội đồng thành phố Hiroshima đã thông qua một nghị quyết vào năm 1966 về việc bảo tồn vĩnh viễn Mái vòm này, và được đặt tên chính thức là Đài tưởng niệm Hòa bình Hiroshima. Mái vòm tiếp tục là dấu mốc chính của công viên.
Thời tiết và sự xuống cấp của mái vòm tiếp tục diễn ra trong giai đoạn hậu thế chiến. Năm 1966, Hội đồng thành phố Hiroshima tuyên bố về dự định bảo tồn cấu trúc mái vòm không thời hạn. Thị trưởng nổi tiếng của thành phố Hiroshima, Shinzo Hamai đã nỗ lực kiếm nguồn kinh phí cho hoạt động bảo tồn từ cả trong và ngoài nước. Trong một chuyến đi đến Tokyo, ông đã dùng đến cả việc huy động trực tiếp trên đường phố thủ đô. Công việc bảo tồn mái vòm được hoàn thành vào năm 1967. Ngoài ra, mái vòm cũng trải qua hai dự án nhỏ để ổn định tàn tích, đáng chú ý là từ tháng 10 năm 1989 đến tháng 3 năm 1990.
Vào tháng 12 năm 1996, Vòm bom nguyên tử đã được UNESCO công nhận là Di sản thế giới của nhân loại theo Công ước Di sản thế giới. Nó là công trình tồn tại còn lại sau việc phá hoại bằng vũ khí hạt nhân, biểu tượng của hòa bình.
Mặc dầu vậy, đại diện của Trung Quốc vẫn có những bảo lưu về việc thừa nhận khu tưởng niệm này như là một Di sản thế giới và đại diện của Hoa Kỳ trong Ủy ban Di sản Thế giới của UNESCO không tham gia vào quyết định của Ủy ban . Trung Quốc nêu ra rằng khu tưởng niệm này có thể bị sử dụng để làm lu mờ một thực tế rằng các quốc gia chống lại Nhật Bản trong Chiến tranh thế giới thứ hai mới là những nước gánh chịu thiệt hại nhân mạng nặng nề nhất. Hoa Kỳ lý luận rằng một khu tưởng niệm như thế đã bỏ qua bối cảnh lịch sử của vụ ném bom.

## Hình ảnh

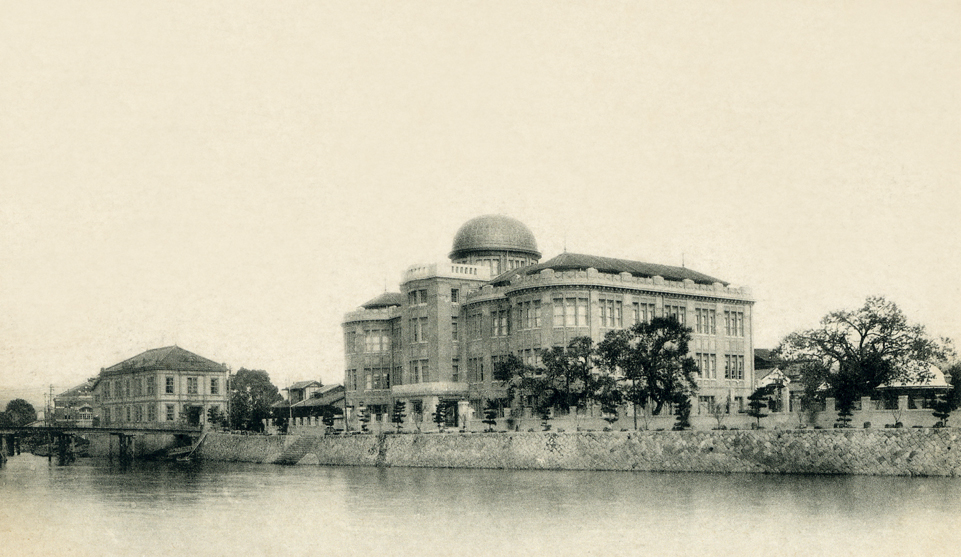
Hội trường triển lãm ban đầu (c. 1921–1933)
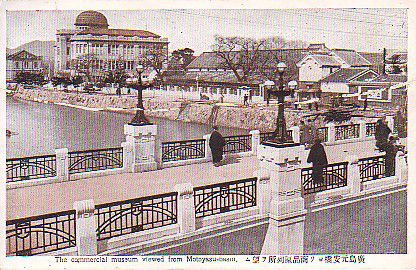
Hội trường nhìn từ cầu Motoyasu (c. 1921–1933)
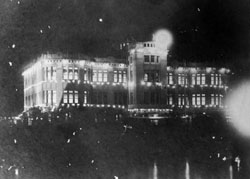
Ảnh chụp ban đêm, 1921
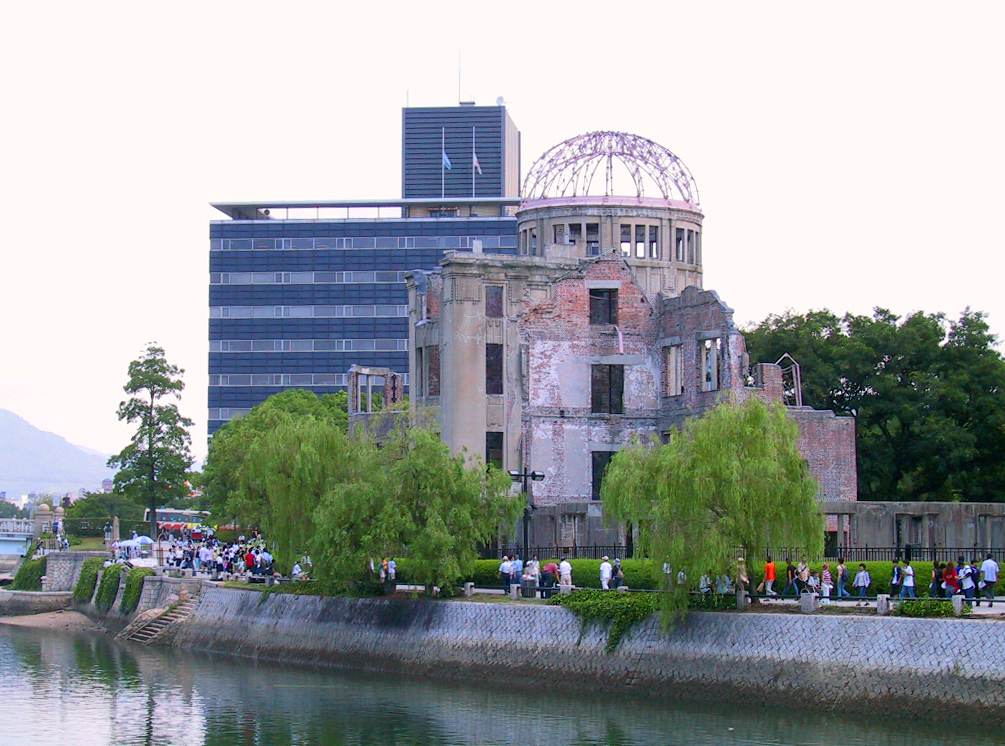
Người dân của thành phố qua Đài tưởng niệm hòa bình Hiroshima trên đường đến lễ tưởng niệm vào ngày 6 tháng 8 năm 2004.
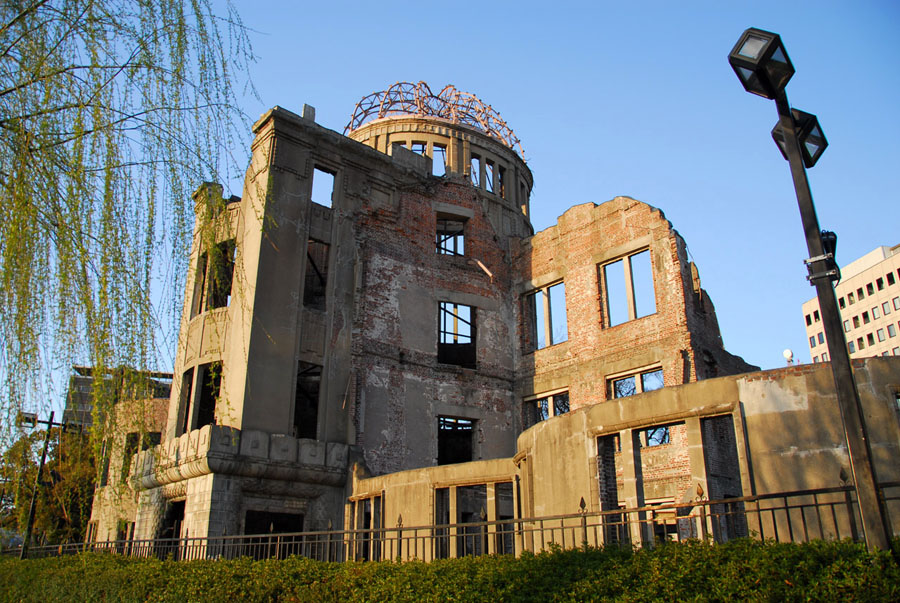
Mái vòm, ảnh chụp từ phía tây nam
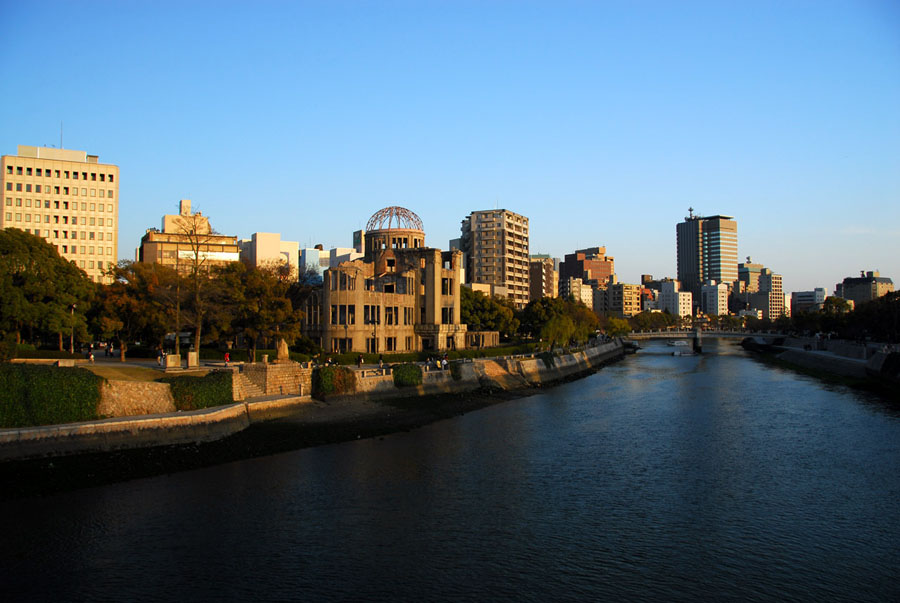
Tầm nhìn xa của Mái vòm; chụp từ cầu Aioi
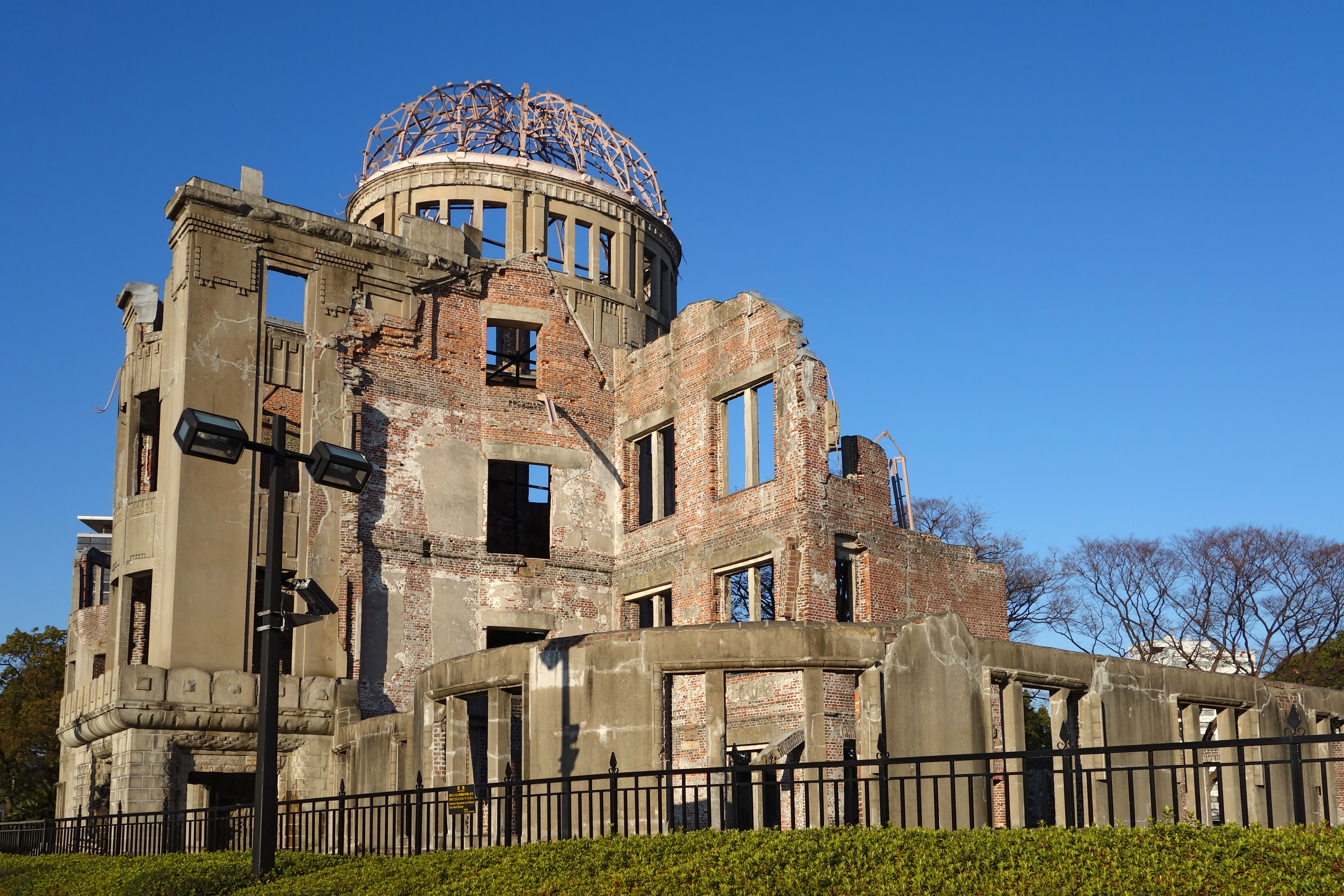
Hình ảnh bên của Đài tưởng niệm hòa bình Hiroshima
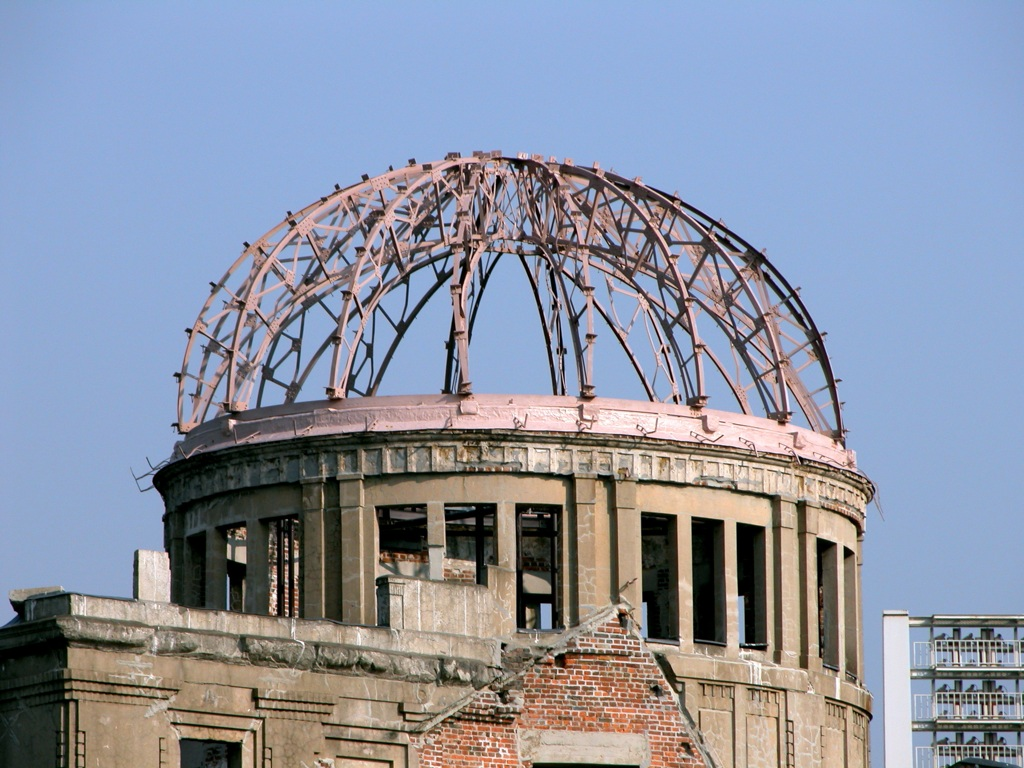
Mái vòm với khung kim loại còn lại
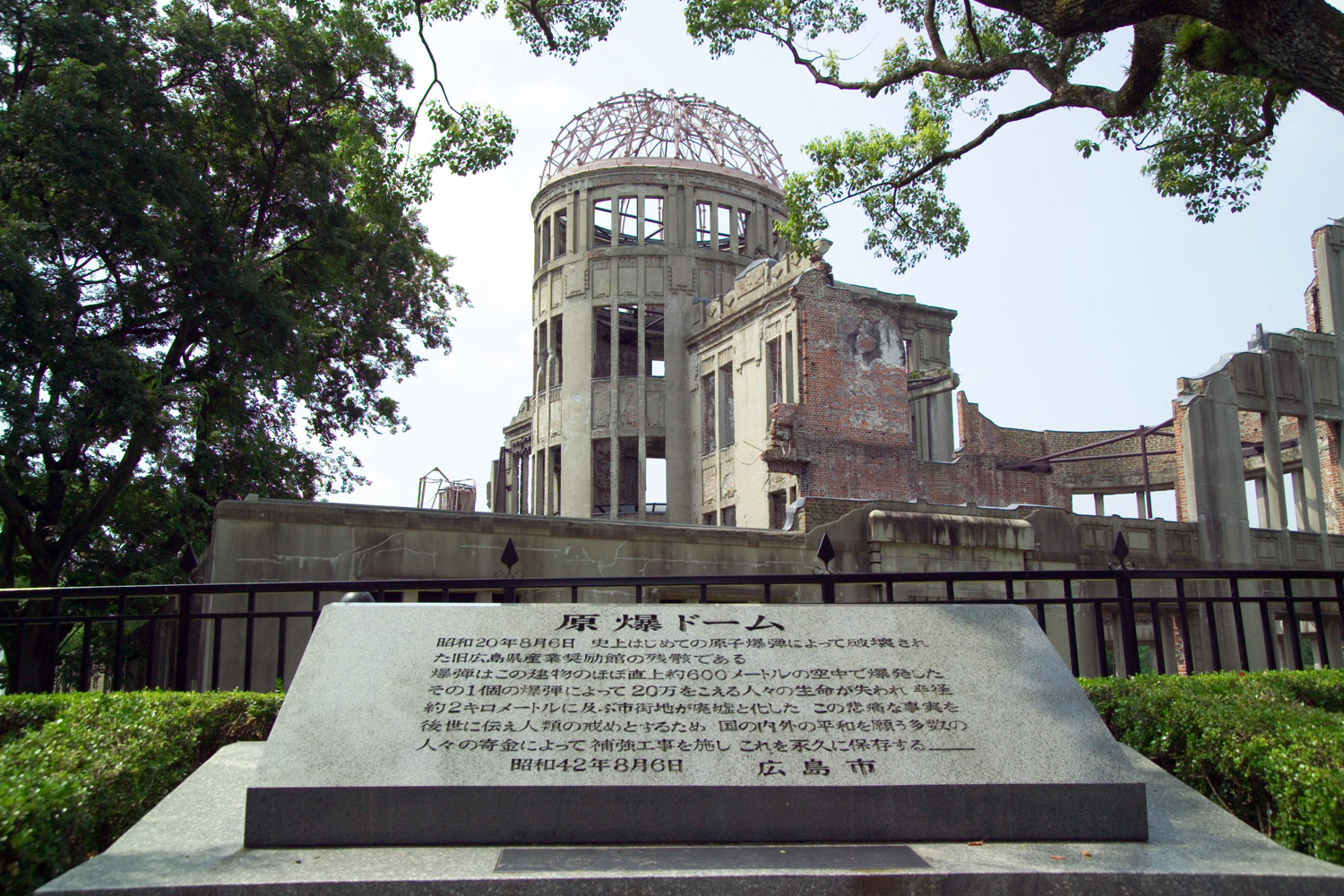
Hình ảnh mái vòm với trích dẫn.
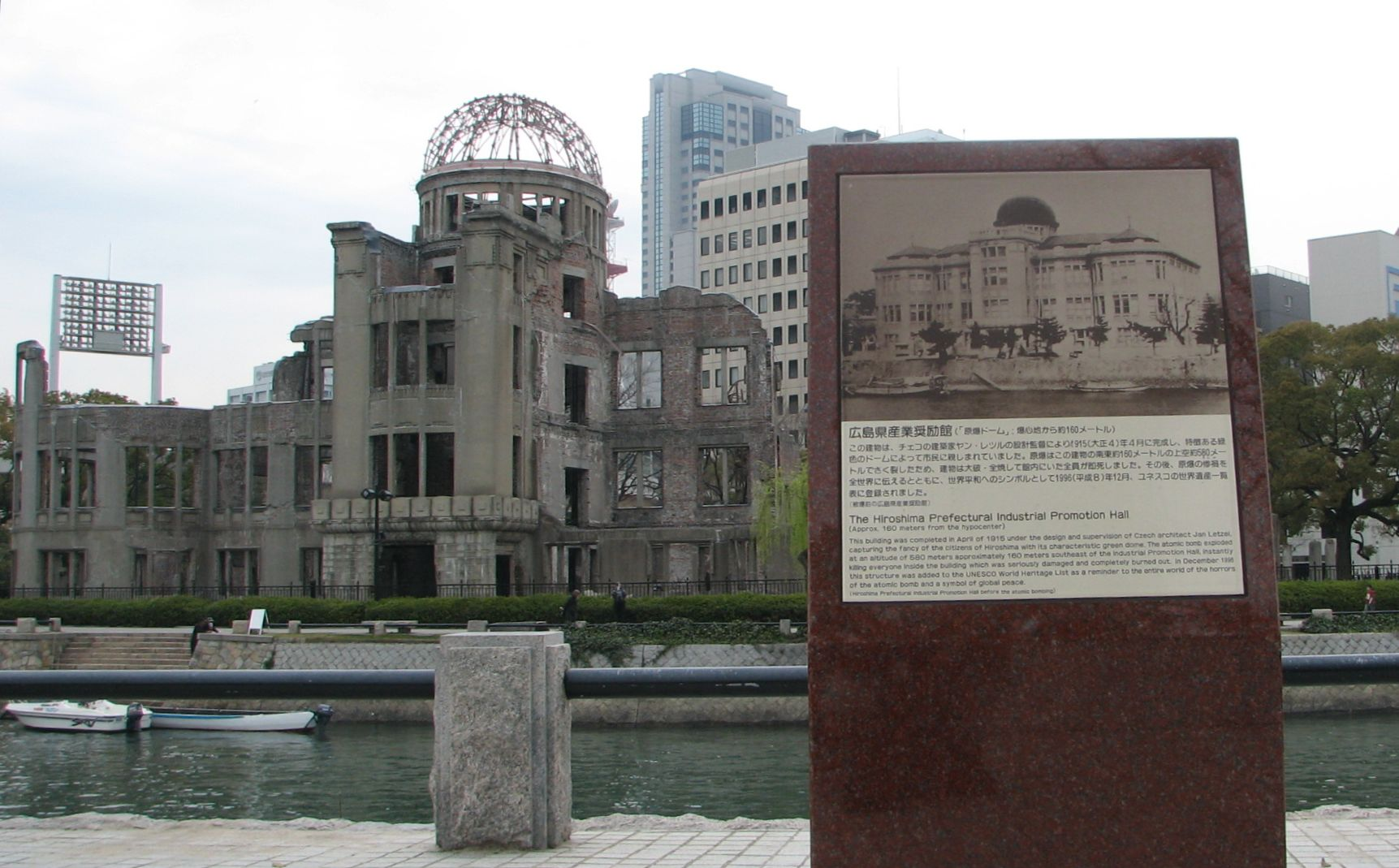
Mái vòm hòa bình, trước đây và bây giờ
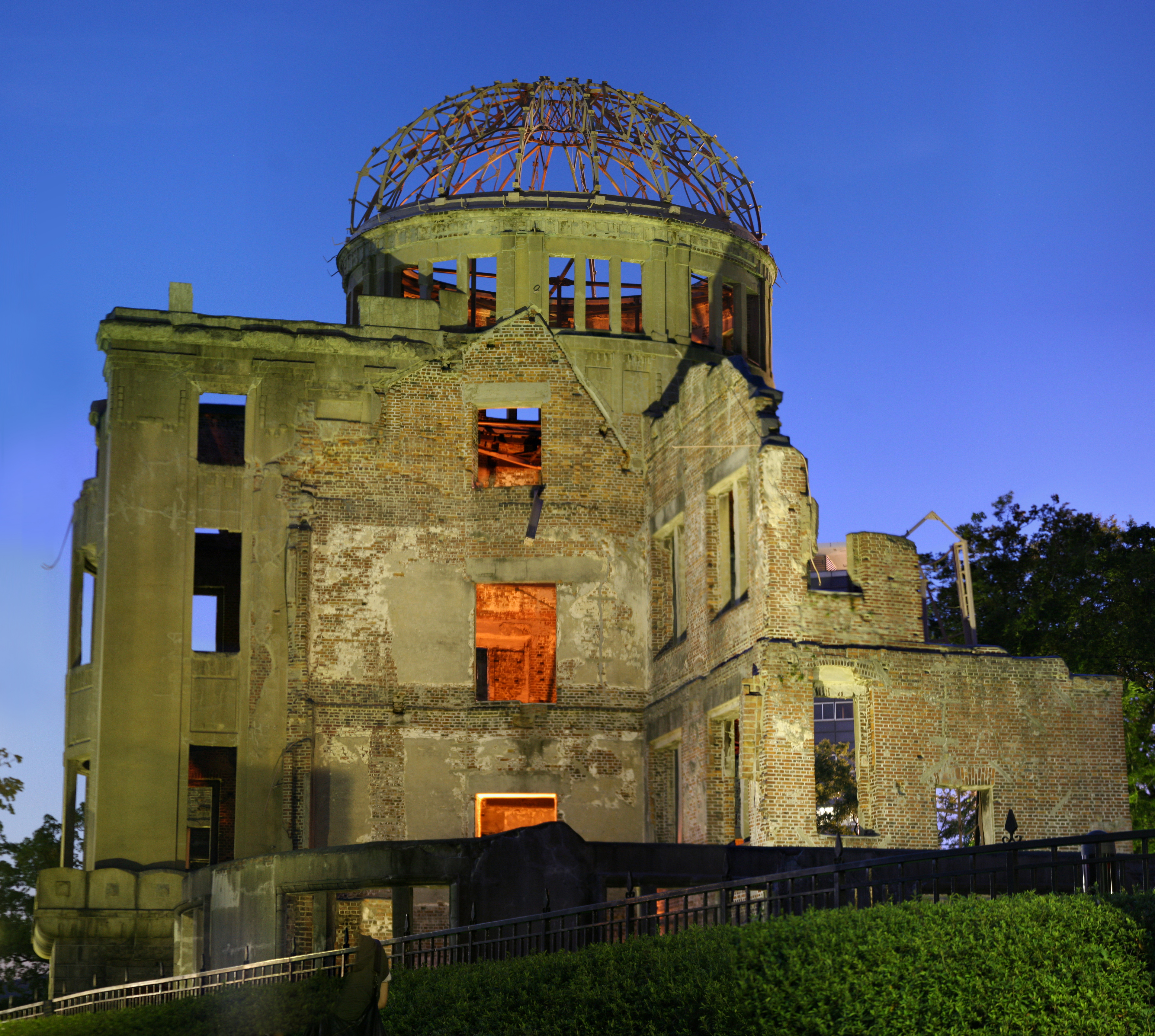
Hình ảnh năm 2007
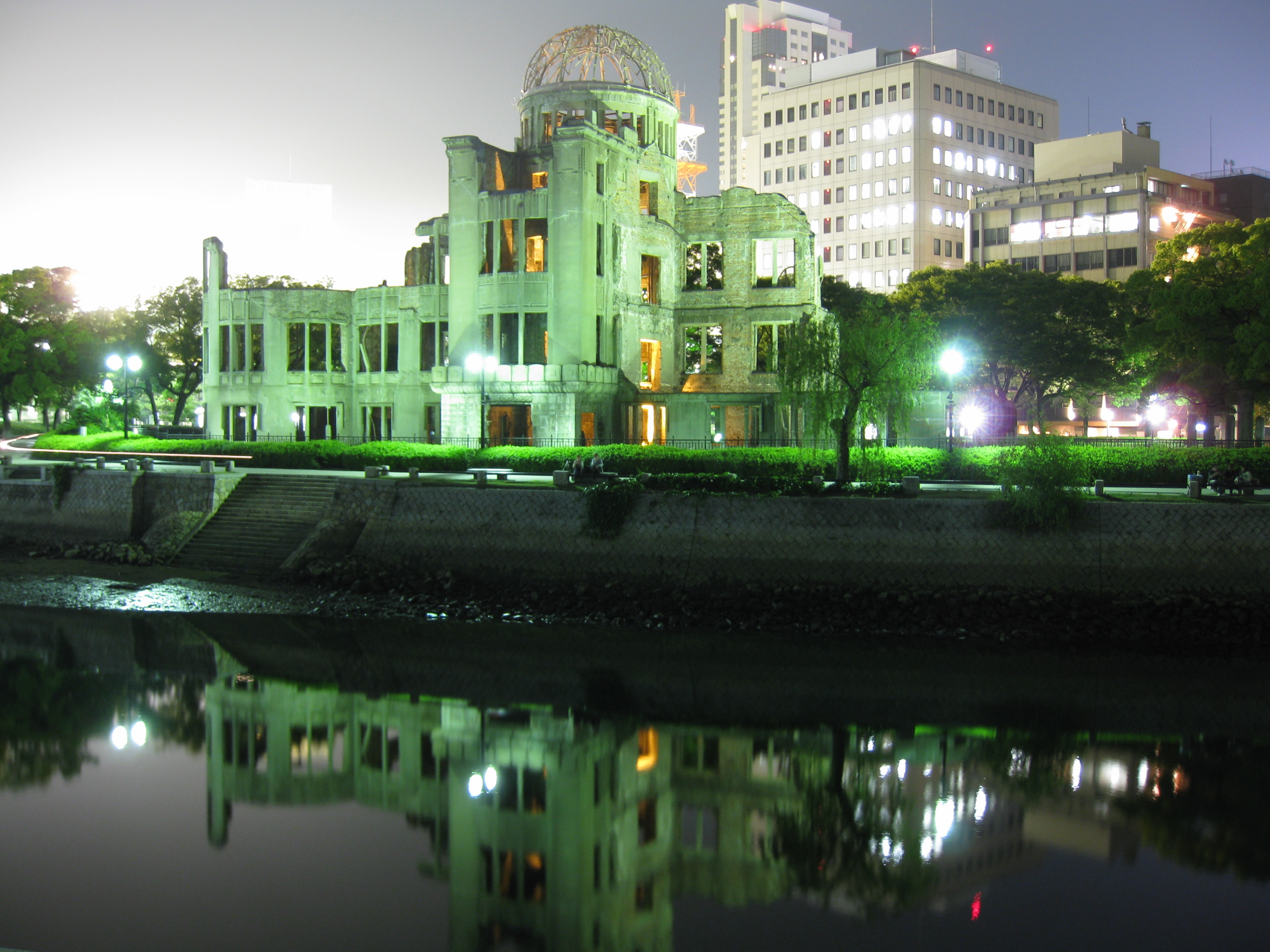
Mái vòm vào ban đêm thứ nhất
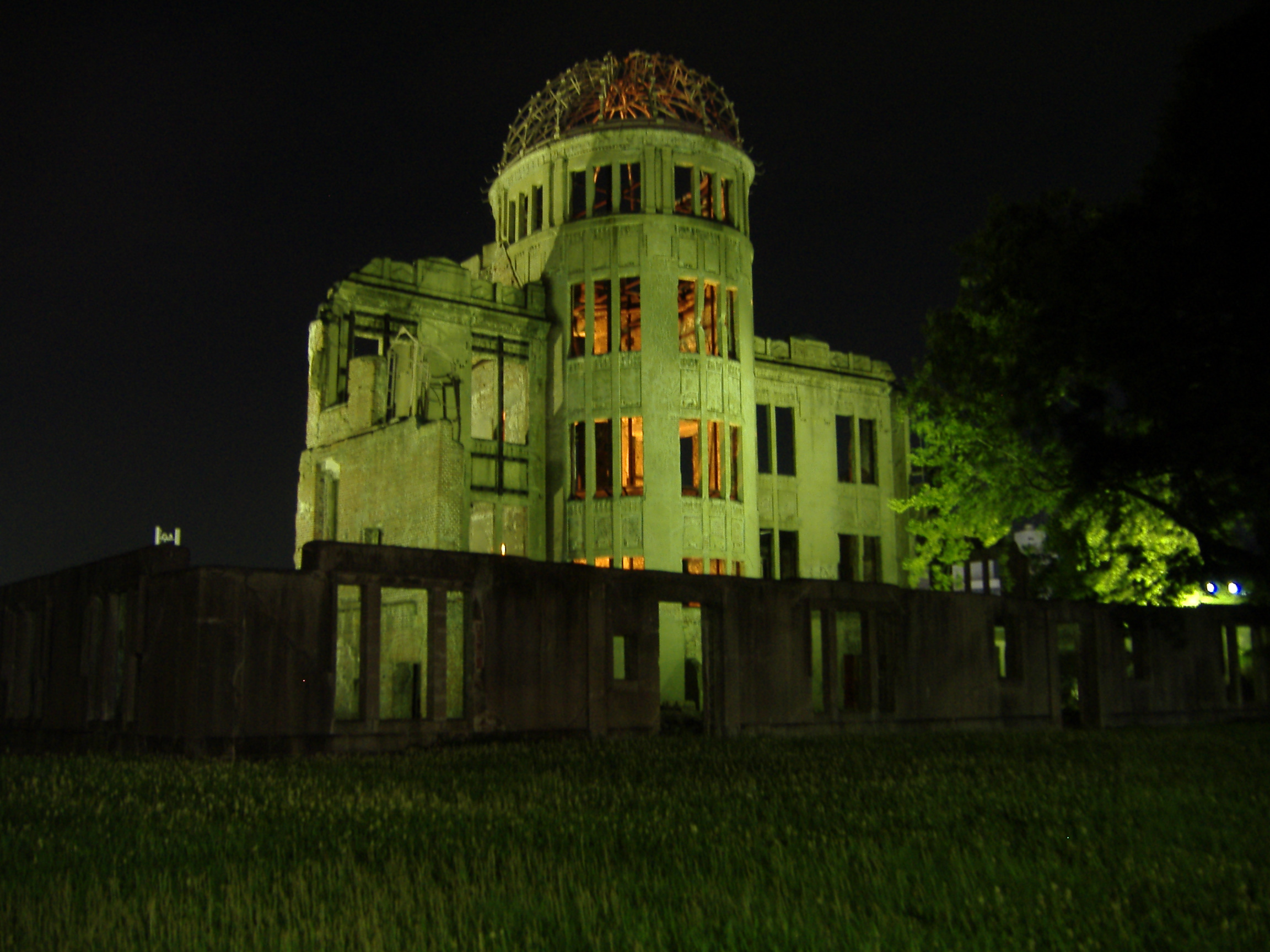
Mái vòm vào ban đêm thứ hai
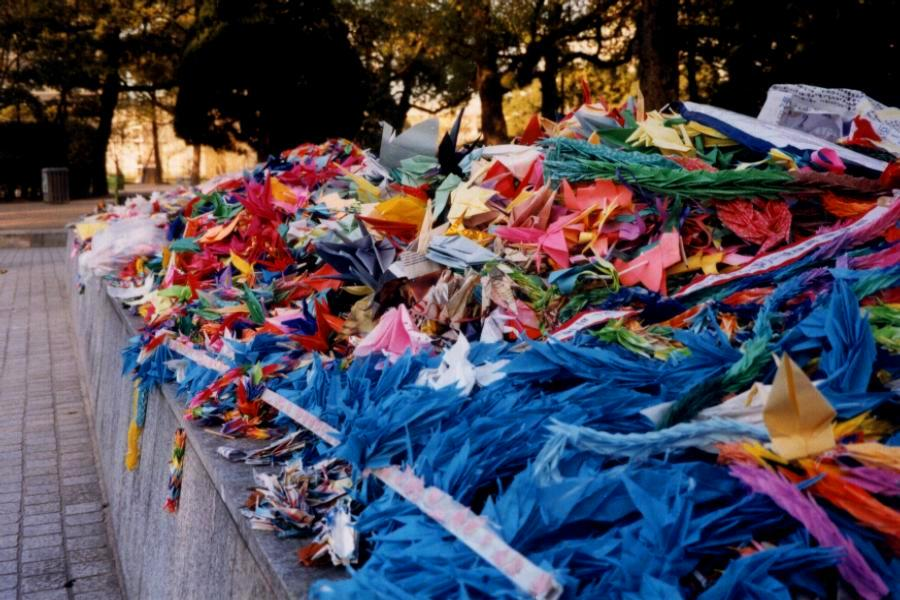
Hạc giấy Origami
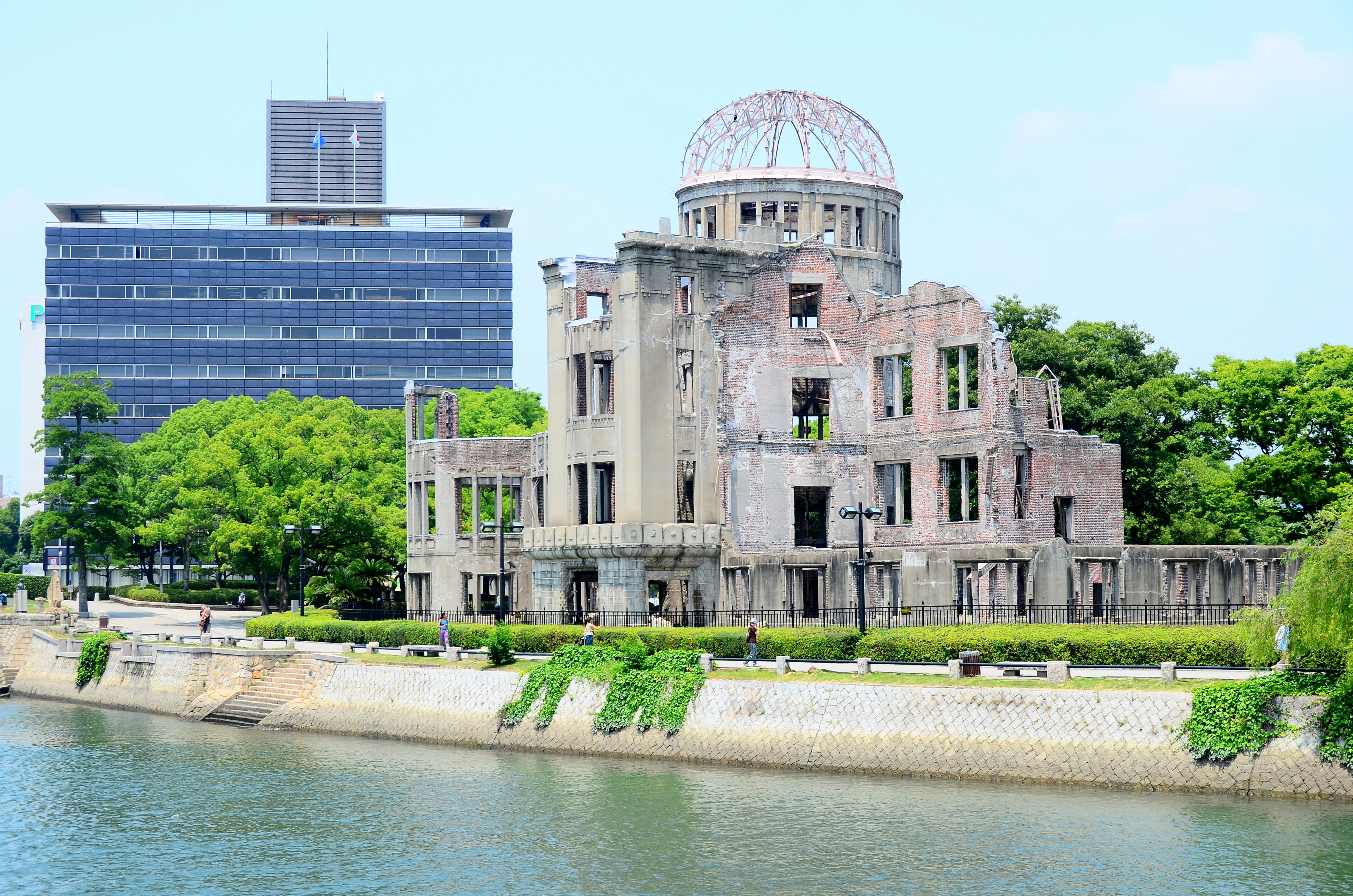
Nhìn từ Công viên tưởng niệm Hòa bình Hiroshima
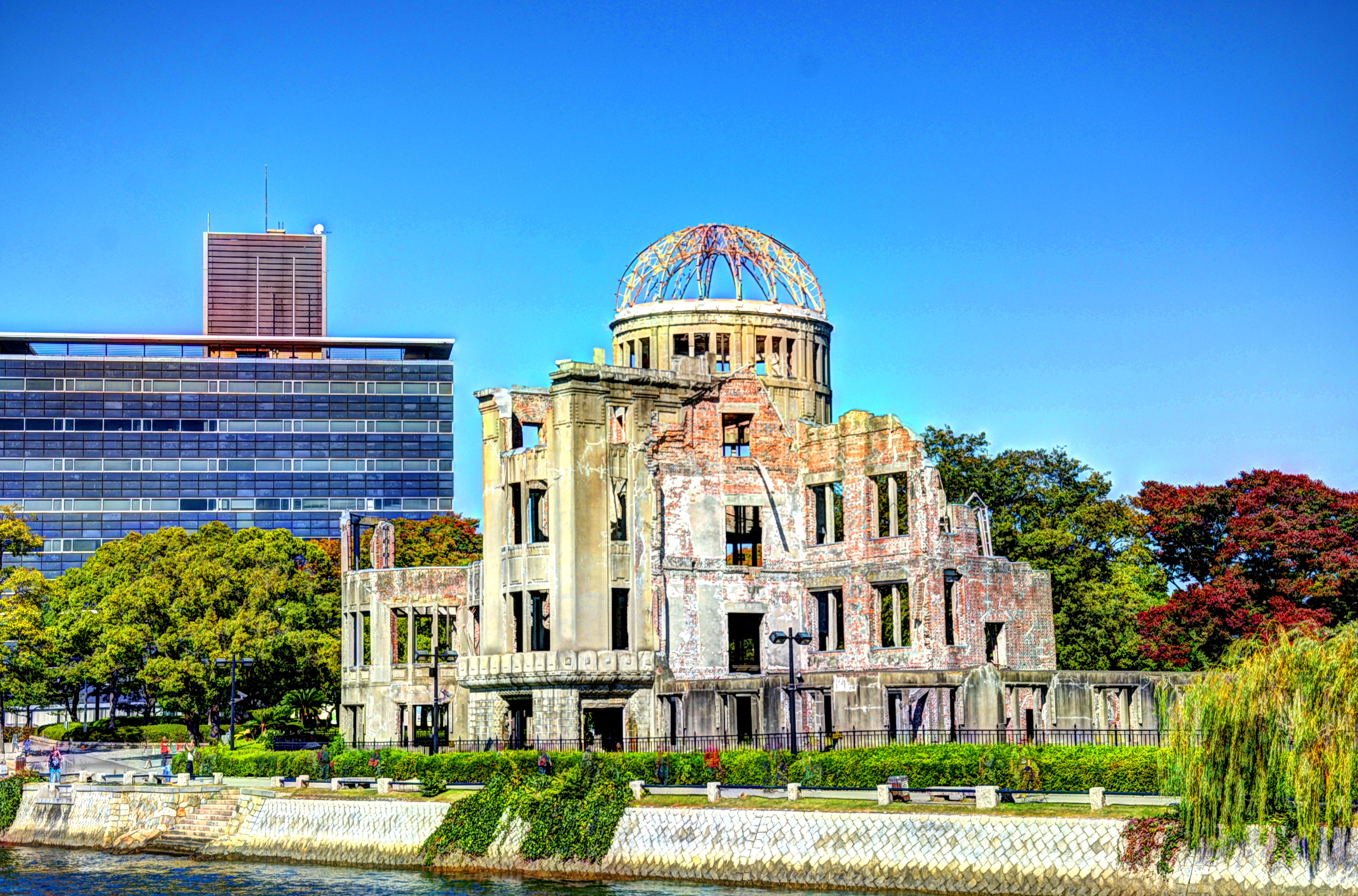
Ảnh vào tháng 10 năm 2015
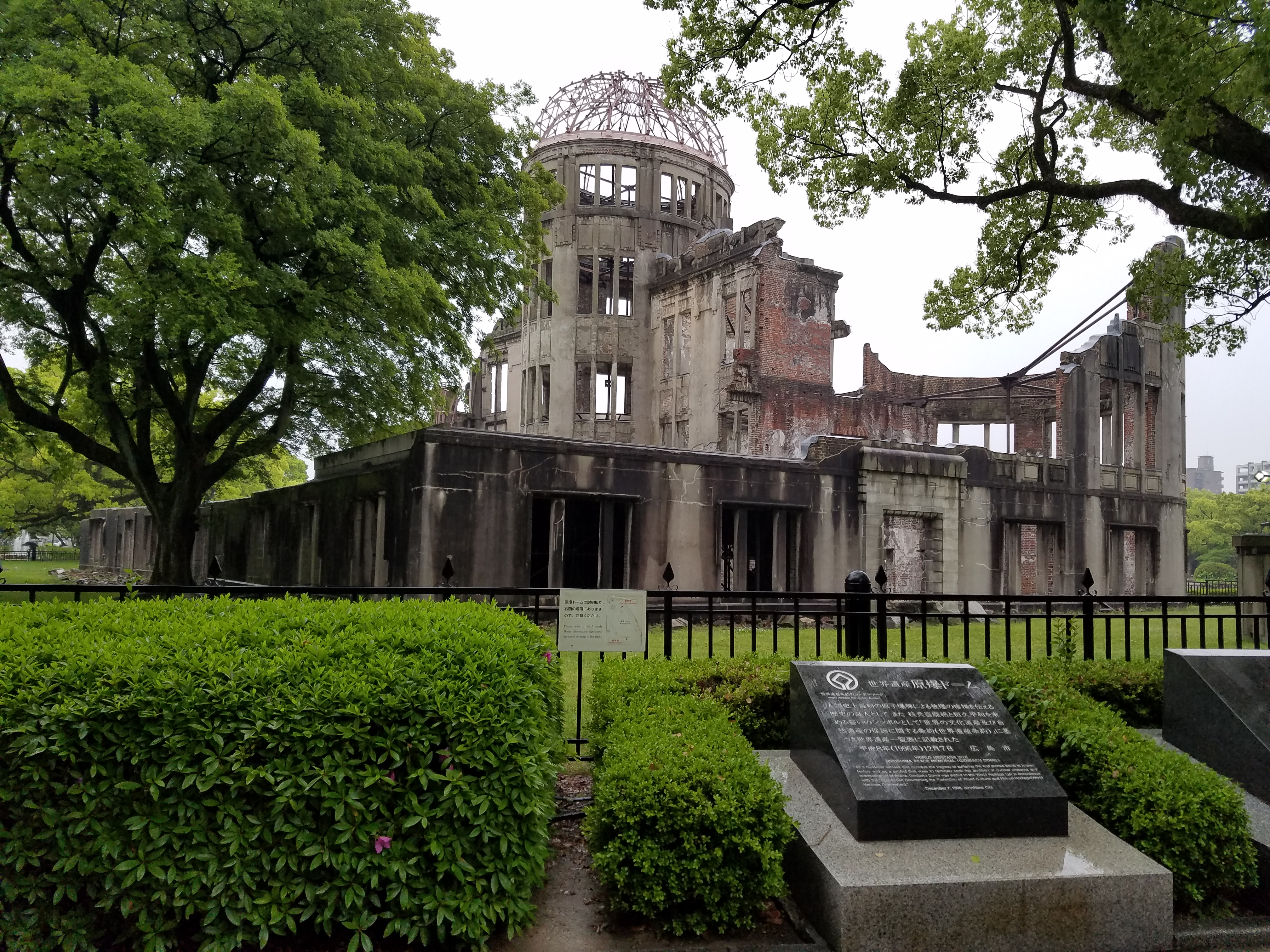
Hình ảnh u ám vào mùa xuân 2017